# 68-я ракетная бригада
68-я Брестская ордена Суворова ракетная бригада (68 рбр) (В/Ч № 33938) — бригада находившаяся в составе 31-й Оренбургской ракетной армии Ракетных войск стратегического назначения, дислоцировалась в пгт. Сарыозек Кербулакского района Талды-Курганской области Казахской ССР.

## История
В июле 1965 года на основании директивы МО СССР, на базе 496-го отдельного ракетного полка и управления 53-й ракетной дивизии была сформирована 68-я ракетная бригада.
На первом этапе в состав полка входили два ракетных дивизиона Р-2 (8Ж38), затем Р-14 (8К65), подразделения обеспечения и обслуживания.
В 1972 году 68-я бригада была выведена из подчинения 31-й Оренбургской ракетной армии в САВО (средне-азиатский военный округ).

## Пуски ракет
| Перечень учебно-боевых пусков подразделений 68-й ракетной бригады | Перечень учебно-боевых пусков подразделений 68-й ракетной бригады | Перечень учебно-боевых пусков подразделений 68-й ракетной бригады | Перечень учебно-боевых пусков подразделений 68-й ракетной бригады | Перечень учебно-боевых пусков подразделений 68-й ракетной бригады | Перечень учебно-боевых пусков подразделений 68-й ракетной бригады              | Перечень учебно-боевых пусков подразделений 68-й ракетной бригады |
| № пуска                                                           | Дата и время                                                      | Оценка                                                            | Тип РК                                                            | Место старта                                                      | Примечание                                                                     |                                                                   |
| ----------------------------------------------------------------- | ----------------------------------------------------------------- | ----------------------------------------------------------------- | ----------------------------------------------------------------- | ----------------------------------------------------------------- | ------------------------------------------------------------------------------ | ----------------------------------------------------------------- |
| 1                                                                 | 4 декабря 1961                                                    | удовлетворительно                                                 | Р-14                                                              | Капустин Яр                                                       | 4-я батарея 1-го рдн, УБП, наземный старт                                      |                                                                   |
| 2                                                                 | 11 января 1962                                                    | хорошо                                                            | Р-14                                                              | Капустин Яр                                                       | 3-я батарея 1-го рдн, УБП, наземный старт                                      |                                                                   |
| 3                                                                 | 15 ноября 1962                                                    | хорошо                                                            | Р-14                                                              | Ачинский полигон                                                  | 2-я батарея 1-го рдн, испытательный пуск (климатические исп-я), наземный старт |                                                                   |
| 4                                                                 | 26 декабря 1962                                                   | хорошо                                                            | Р-14У                                                             | ?                                                                 | 6-я БРП 2-го рдн, пуск из ШПУ                                                  |                                                                   |
| 5                                                                 | 18 января 1963                                                    | нет данных                                                        | Р-14                                                              | Ачинский полигон                                                  | 3-я батарея 1-го рдн, испытательный пуск (климатические исп-я), наземный старт |                                                                   |
| 6                                                                 | 1 февраля 1963                                                    | хорошо                                                            | Р-14                                                              | Ачинский полигон                                                  | 1-я батарея 1-го рдн, испытательный пуск (климатические исп-я), наземный старт |                                                                   |
| 7                                                                 | 18 декабря 1964                                                   | хорошо                                                            | Р-14У                                                             | Капустин Яр                                                       | 7-я группа 2-го рдн, УБП из ШПУ                                                |                                                                   |
| 8                                                                 | 16 ноября 1966                                                    | хорошо                                                            | Р-14У                                                             | Капустин Яр                                                       | 9-я группа 3-го рдн, УБП из ШПУ                                                |                                                                   |
| 9                                                                 | 15 августа 1967                                                   | отлично                                                           | Р-14                                                              | Капустин Яр                                                       | 2-я батарея 1-го рдн, УБП с наземной СП                                        |                                                                   |
| 10                                                                | 16 мая 1968                                                       | хорошо                                                            | Р-14У                                                             | БСП 3-го рдн (Сары-Озек)                                          | 8-я группа 3-го рдн, УБП из ШПУ                                                |                                                                   |
| 11                                                                | 12 июня 1969                                                      | отлично                                                           | Р-14У                                                             | БСП 2-го рдн (Сары-Озек)                                          | 5-я группа 2-го рдн, УБП из ШПУ                                                |                                                                   |
| 12                                                                | 13 октября 1970                                                   | отлично                                                           | Р-14У                                                             | Капустин Яр                                                       | 10-я группа 3-го рдн, УБП из ШПУ                                               |                                                                   |
| 13                                                                | 23 сентября 1971                                                  | отлично                                                           | Р-14                                                              | Капустин Яр                                                       | 4-я батарея 1-го рдн, УБП с наземной СП                                        |                                                                   |

## Командование
- С 1965 по 1971 — полковник Артеменко Илья Павлович
- С 1971 по 1976 — полковник Разноцветов Анатолий Петрович
- С 1976 по 1980 — полковник Овчар Вячеслав Владимирович

## Вооружение
На вооружении дивизии стояли ракетные комплексы:
- В 1963—1980 гг. — Р-14 (8К65) и Р-14У (8К65У)